# 부디
부디 또는 굴파는베통(Bettongia lesueur)은 쥐캥거루과에 속하는 작은 유대류의 일종이다. 이 개체군은 도입종을 통한 오스트레일리아 동물상과 생태계 복원 노력의 예시 중의 하나이다. 한때는 오스트레일리아 대륙에서 가장 흔한 캥거루아목 포유류였지만, 부디는 현재 대륙 연안의 섬에서만 서식하며 샤크 만의 대륙에 사는 종들은 새로 도입된 개체군이다. 첫 표본은 1817년 프랑스 탐험대가 서부 해안을 탐험하던 중에 처음 수집했으며, 학명은 이전에 프랑스 탐험대에 동행했던 화가이자 박물학자 샤를르 르쉬외르(Charles Alexandre Lesueur)의 이름을 따서 지었다. 부디는 "퉁구"(tungoo)와 쥐캥거루(Lesueur’s rat-kangaroo), "짧은코쥐캥거루"(short-nosed rat-kangaroo) 등 여러 이름으로 알려져 있다.